# Puerto Escondido (Kolumbia)
Puerto Escondido – miasto w Kolumbii, w departamencie Córdoba, nad Morzem Karaibskim.